# Монсампјетро Морико
Монсампјетро Морико (итал. Monsampietro Morico) насеље је у Италији у округу Фермо, региону Марке.
Према процени из 2011. у насељу је живело 744 становника. Насеље се налази на надморској висини од 273 м.

## Становништво
| 1936. | 1951. | 1961. | 1971. | 1981. | 1991. | 2001. | 2011. |
| ----- | ----- | ----- | ----- | ----- | ----- | ----- | ----- |
| 1.332 | 1.266 | 1.110 | 818   | 762   | 762   | 744   | 682   |